# وندی پادبری
وندی پادبری (زادهٔ ۷ دسامبر ۱۹۴۷) یک هنرپیشه بریتانیایی و عامل استعدادیابی سابق است. او از سال ۱۹۶۶ در سریال‌های تلویزیونی ظاهر شد.
پادبری قبل از بازیگر شدن در کلاس‌های باله شرکت می‌کرد، اما این کلاس‌ها به دلیل صافی کف پا او به پایان رسید. او کلاس‌های درام صبح شنبه را با تأکید شدید بر فن بیان جایگزین باله کرد.